# La laguna negra
La laguna negra és una pel·lícula de cinema espanyola dirigida per Arturo Ruiz Castillo el 1952.

## Argument
Aquesta pel·lícula narra la llegenda d'un poema d'Antonio Machado sobre els fills d'Alvargonzález, que després d'assassinar al seu pare, es van desfer del cos enfonsant-lo a la Laguna Negra. La pel·lícula comença amb una veu en off pertanyent a la víctima, en la qual els recrimina els seus actes, moguts per la cobdícia, per avançar l'herència de les terres que tan durament ha aconseguit al llarg de la seva vida, i que en definitiva anaven a ser per a ells quan morís. Els maleeix i els augura males collites tots els anys, i en general, mala sort en les seves vides:
Els germans Juan i Martín, amb el coneixement de la dona d'aquest últim, maten i tiren al seu pare a la llacuna. L'altra nora de la víctima i la seva esposa no saben res, però aquesta s'imagina el que realment ha ocorregut. El poble el dona per desaparegut.
Martín i la seva esposa són més freds, mentre que a Juan li acompanya el remordiment, i fins a escolta veus del seu pare.
Un captaire que passava per la llacuna amb el seu gos troba el rellotge de l'avi i li ho queda per a vendre'l. Un altre testimoni els retreu haver-los vist solos per la llacuna el dia del crim, quan una estona abans els havia vist als tres junts. Les seves fatals sospites les farà públiques, i els dos parricides per a defensar-se acusen el captaire del crim, en veure que portava el rellotge del seu pare.

## Premis
En el seu vuitena edició, el Cercle d'Escriptors Cinematogràfics va concedir a María Jesús Valdés la Medalla a la millor actriu principal i a Jesús García Leoz la que premiava la millor música. A més, Félix Fernández va rebre aquest mateix any la Medalla al millor actor secundari per tota la seva obra.